# Lewis (condado de Essex, Nueva York)
Lewis es un pueblo en el condado de Essex, Nueva York, Estados Unidos. La población en el censo de 2000 era de 1,200 personas. El pueblo recibe su nombre por Morgan Lewis, el Gobernador de Nueva York cuando el pueblo fue fundado.
El Pueblo de Lewis se encuentra localizado en la parte noroeste del condado y al sur de Plattsburgh.